# Zentralmensa Gehrden

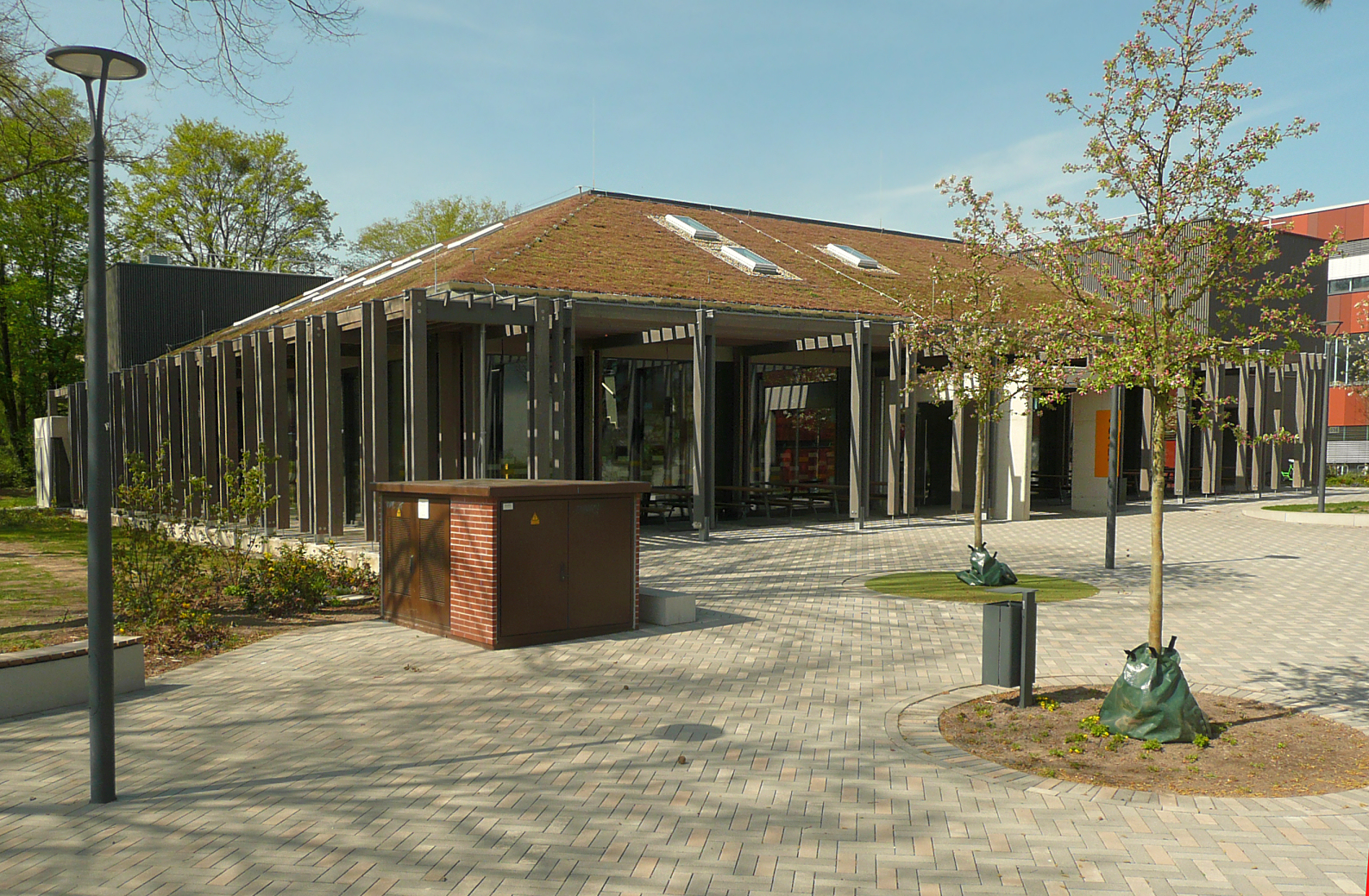
Eingang der Zentralmensa

Die Zentralmensa Gehrden ist ein Wirtschaftsgebäude in Gehrden in der Region Hannover, das durch seine Lage und seine Gestaltung stadtbildprägend ist. In Verbindung mit dem Außengelände der Mensa bildet es ein platzartiges Entree. Das Gebäude wurde zwischen 2020 und 2024 gebaut. Die Kosten betrugen knapp 10 Millionen Euro.

## Lage
Der Neubau liegt an der Hauptverkehrsachse Schulstraße an der Einmündung zur Lange Feld-Straße und damit an der Zufahrtsstraße zu den Schulen und wichtigen öffentlichen Einrichtungen der Stadt Gehrden, wie den Freizeit- und Sportanlagen, der Musikschule, dem Schwimmbad und dem Jugendhaus JuPa.

## Beschreibung

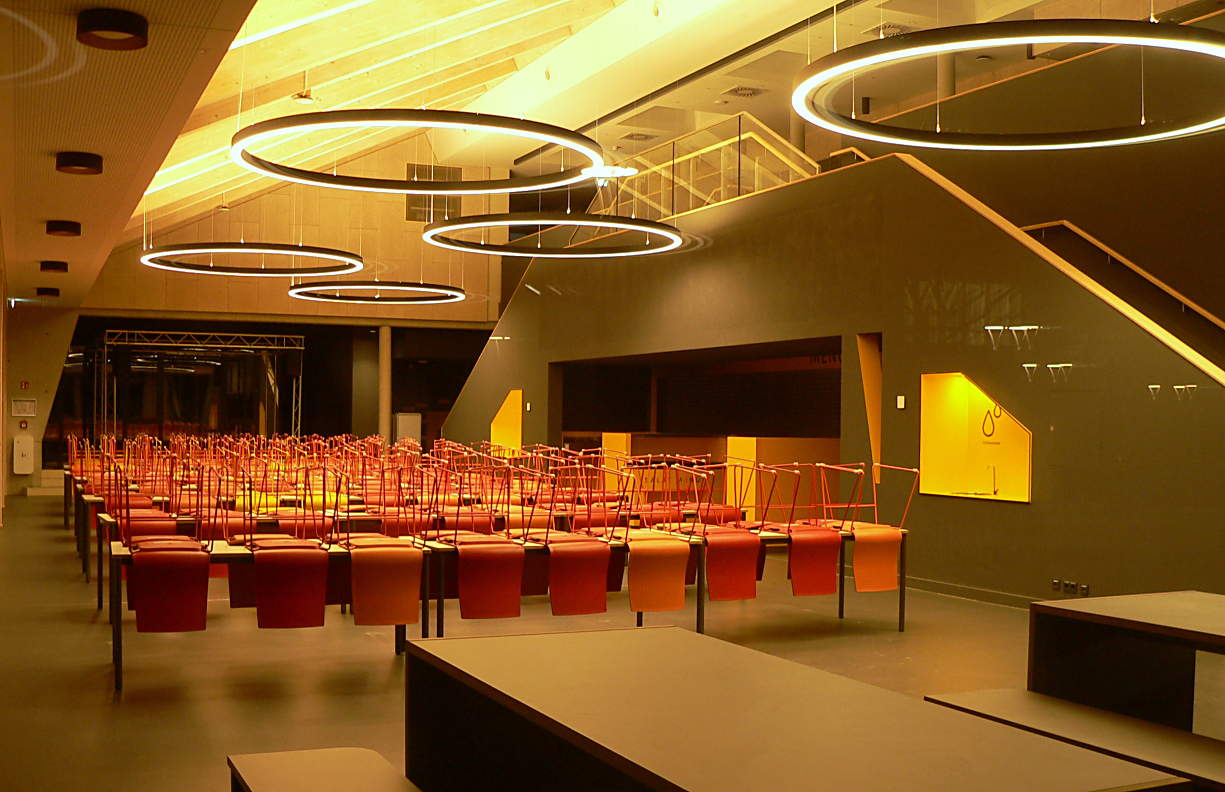
Innenraum

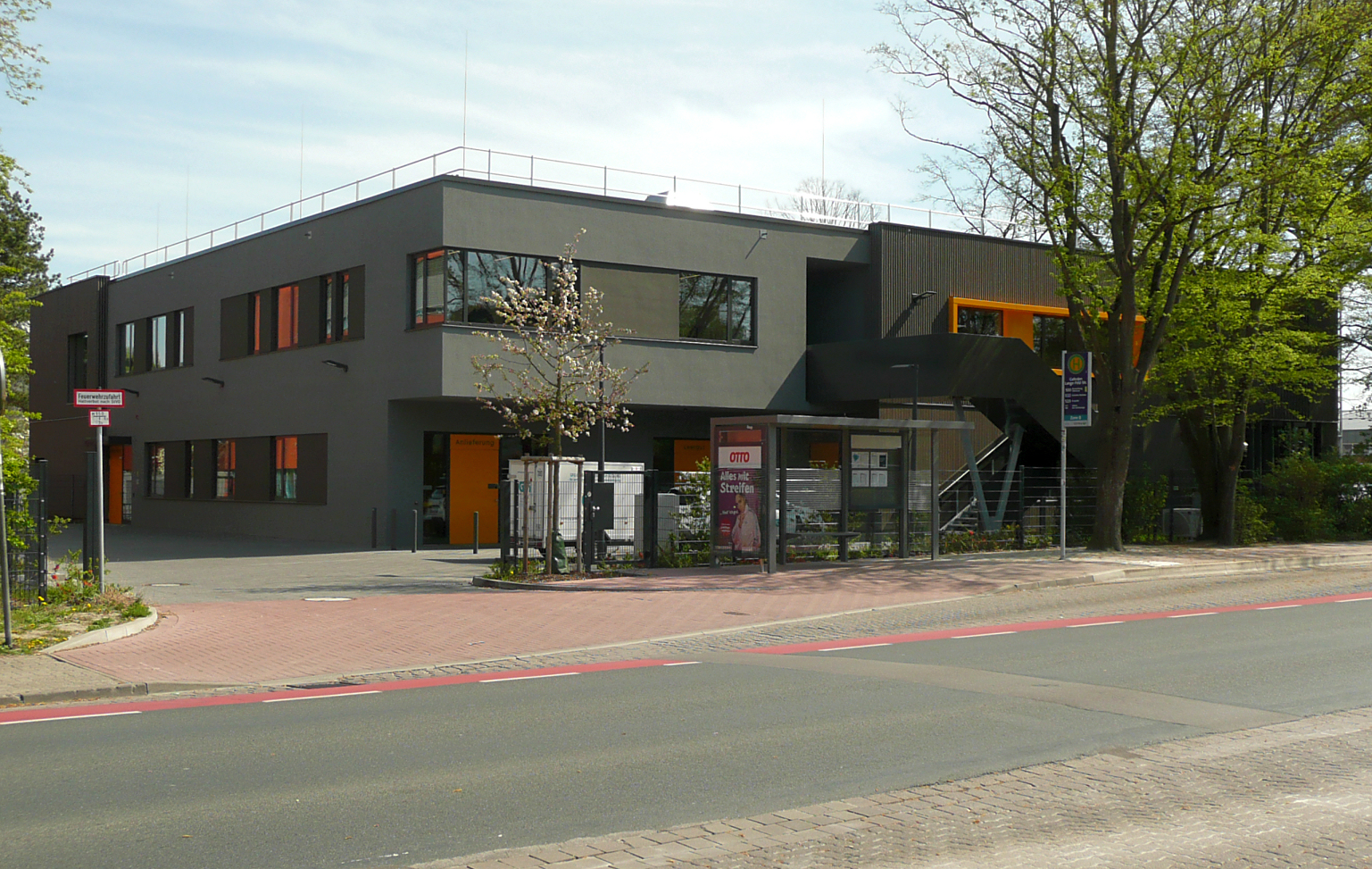
Straßenansicht

Das Gebäude orientiert die Wirtschaftsbereiche nach Westen und Norden zur Schulstraße. Der Speisesaal und der eingeschossige Cafeteria-Bereich öffnen sich dem Vorbereich und Grünraum zur Schulstraße hin. Durch die große Glasfassade im Eingangsbereich und den hell gepflasterten Vorplatz wirkt das Gebäude einladend. Im Speisesaal befinden sich 300 Sitzplätze. Darüber hinaus gibt es 70 Plätze im Kioskbereich. Das Angebot der Mensa richtet sich an die örtlichen Grundschulen, das Matthias-Claudius-Gymnasium sowie die Mitarbeiter der Stadtverwaltung.
Auf dem Dach befinden sich 300 Quadratmeter Photovoltaik-Anlage sowie eine Begrünung.

## Betriebskonzept
Zentrales Element ist die Betriebsform der Mensa, die als Teil des pädagogischen Konzeptes der IGS als Ausbildungsküche konzipiert ist. Eine „SchülerFirma“ ist Co-Betreiber der Mensa. Unter Anleitung der Betreiberfirma und Pädagogen erhalten die Schüler in dem berufsvorbereitenden Projekt Einblicke in verschiedene Wirtschafts- und Tätigkeitsfelder des Mensabetriebs sowie praktische Berufs- und Lebenserfahrung. Damit ist die Mensa Teil eines nachhaltigen und ganzheitlichen Lernansatzes. Darüber hinaus soll mehr Bewusstsein für gesunde Ernährung geschaffen werden. Die Mensa gibt bis zu 1.200 Essen pro Tag an die Besucher aus, die aus regionalen Zutaten hergestellt werden. Weiterhin bietet die Mensa Raum für Kulturveranstaltungen und Veranstaltungen von Vereinen und Verbänden oder beispielsweise den Sommerempfang der Stadt. Das Konzept wurde 2025 mit dem Dr.-Georg-Triebe-Preis ausgezeichnet.